# Шевченко, Иван Семёнович
Иван Семёнович Шевченко — советский хозяйственный, государственный и политический деятель, Герой Социалистического Труда.

## Биография
Родился в 1918 году в селе Молдавка (по другим данным — в селе Анчекрак). Член КПСС.
С 1936 года — на хозяйственной, общественной и политической работе. В 1936—1976 гг. — колхозник, красноармеец, участник Великой Отечественной войны, командир взвода охраны отдела контрразведки 114-го стрелкового корпуса, председатель сельсовета, секретарь парткома, председатель колхоза «Украина» Очаковского района Николаевской области.
Указом Президиума Верховного Совета СССР от 22 марта 1966 года присвоено звание Героя Социалистического Труда с вручением ордена Ленина и золотой медали «Серп и Молот».
За участие в проектировании и реконструкции села Каменки И. С. Шевченко присуждена премия Совета Министров СССР 1978 года.
Умер в Каменке в 1994 году.